# Lagarto FC
Lagarto FC is een Braziliaanse voetbalclub uit Lagarto in de staat Sergipe. 

## Geschiedenis
De club werd opgericht op 20 april 2009. In 2011 werd de club vicekampioen in de tweede klasse van het Campeonato Sergipano en promoveerde zo naar de hoogste klasse. Na enkele plaatsen in de middenmoot eindigde de club in de Sergipão van 2015 op een derde plaats. Het volgende seizoen kon de club maar net de degradatie vermijden door één punt meer te behalen dan Guarany. In 2014 nam de club deel aan de Copa do Brasil en verloor in de eerste ronde van Santa Cruz. 